# Schalieolie
Schalieolie is net als het gerelateerde schaliegas een vorm van onconventionele koolwaterstoffen. Schalieolie blijft "gevangen" in het brongesteente, in tegenstelling tot conventionele aardolie, dat vanuit het brongesteente (meestal schalie) door poreuze en permeabele lagen naar een reservoirgesteente gemigreerd is.
Schalieolie en -gas zit gevangen in brongesteenten door middel van adsorptie aan kerogeen, het organisch materiaal waaruit olie en gas ontstaat.
Het Engels – de lingua franca van de olie-industrie – kent de termen tight oil en shale oil. Daarbij verwijst tight oil vermoedelijk naar poreuze en permeabele oliehoudende gesteentes: bijvoorbeeld schalie, maar ook andere. Zeker kan tight oil verwijzen naar de olie gewónnen uit die poreuze en permeabele gesteentes: in dat geval omvat het dus schalieolie, maar ook olie uit andere poreuze en permeabele gesteentes.

## Schalieolie en olieschalie
Schalieolie moet niet verward worden met olieschalies. Olieschalies zijn onrijpe schalies die door middel van kunstmatige verhitting olie produceren. Schalieolie is olie die op natuurlijke wijze door begraving en daardoor langdurige verhoging van druk en temperatuur ontstaan is en in het gesteente blijft zitten.

## Productie
Schalieolie wordt net als schaliegas gewonnen door middel van fracken: bij productieboringen wordt het gesteente gebroken door middel van chemicaliën en kleine ondergrondse explosies. 

### Verenigde Staten
Vooralsnog wordt schalieolie alleen in de Verenigde Staten gewonnen.
De productie in de V.S. van tight oil – dit is onder andere (maar niet alleen) schalieolie – begon in 1999 en neemt op dit moment (2013) snel toe. In 2008 was de tight oil-productie 0,5 miljoen barrels per dag (mbpd) op een totale binnenlandse olieproductie van 5 mbpd, dus al 10%. De V.S. verwachten dat dit stijgt naar 2,8 mbpd tight oil in 2017 op een totaal van 7,5 mbpd, dus 37%.

## Bekende brongesteenten
- Bakkenschalie - Willistonbekken - North Dakota en Montana, Verenigde Staten
- Eagle Ford-formatie - Texas en Mexico
- Kohtla-Järve in de provincie Ida-Virumaa - Estland
- Vaca Muerta-olieveld in de provincie Neuquen - Argentinië